# Lepidium meyenii
Lepidium meyenii, coneguda com a maca o ginseng peruà, és una planta herbàcia biennal comestible de la família Brassicaceae que és originària d'Amèrica del Sud a les altes muntanyes dels Andes del Perú.
Alguns narradors com Fra Antonio Vásquez de Espinoza en una descripció de l'any 1598 fa esment al consum d'aquesta planta per part dels pobladors així com posteriorment Bernabé Cobo durant el període que va des de 1603-1629. Posteriorment altres botànics espanyols la descriuen mínimament com és el cas d'Hipólito Ruiz López a la seva expedició botànica al Virregnat del Perú. Actualment es va trobar exclusivament a l'altiplà de la Meseta de Bombón prop del llac Junín a finals de la dècada del 1980.
Es cultiva pel seu hipocòtil carnós que es fusiona amb una arrel pivotant, que normalment s'asseca, però també es pot cuinar recent collida com a hortalissa d'arrel. Si s'asseca, es pot transformar en farina per coure o com a suplement dietètic. També té usos en la medicina tradicional. Com a cultiu comercial, s'exporta principalment com a pols que pot ser cru, o processat posteriorment per la indústria dels suplements: gelatinitzat o convertit en un extracte.
Els seus noms en castellà i quítxua inclouen «maca-maca», «maino», «ayak chichira» i «ayak willku».

## Taxonomia
Lepidium meyenii va ser descrita per Wilhelm Gerhard Walpers i publicat en Novorum Actorum Academiae Caesareae Leopoldinae-Carolinae Naturae Curiosorum 19(1): 249. 1843.

### Etimologia
- Lepidium: nom genèric que deriva de l'antic grec i significa «petita escata», en referència a la mida i forma dels fruits (síliqua).
- meyenii: epítet atorgat en honor al botànic Franz Julius Ferdinand Meyen.

### Sinonímia
- Lepidium affine Wedd.
- Lepidium gelidum Wedd.
- Lepidium meyenii var. affine Thell.
- Lepidium meyenii var. gelidum (Wedd.) Hosseus.
- Lepidium meyenii subsp. gelidum (Wedd.) Thell.
- Lepidium orbignyanum Wedd.
- Lepidium peruvianum G.Chacón.
- Lepidium weddellii O.E.Schulz.[6]

## Història i controvèrsia
S'ha trobat evidència antropològica del cultiu de la maca al Perú des de l'any de 1600 aC. La maca era considerada pels inques com un regal dels déus. Ells, a més de cultivar-la com a aliment, la utilitzaven en cerimònies religioses, per a danses i rituals. Les cròniques espanyoles expliquen que durant la conquesta del Perú, els animals portats d'Espanya no es reproduïen amb normalitat a aquestes alçades; els nadius van advertir els conqueridors que alimentessin els seus animals amb maca, amb la qual cosa van aconseguir assolir els nivells de reproducció normals. És així que durant els cent primers anys de colònia va formar part dels tributs exigits per el comendador.
Pel que fa a la maca, el pare Cobo durant l'època de la colònia, va dir: «la maca creix als llocs més agrests i freds de la puna on no hi ha possibilitats de conrear cap altra planta alimentària».
Antonio Vásquez de Espinoza va fer una descripció de la planta després de la seva visita al Perú cap al 1598, i Bernabé Cobo va fer una descripció d'aquesta planta a principis del segle xvii. Gerhard Walpers va anomenar l'espècie Lepidium meyenii el 1843. A la dècada del 1990, Gloria Chacon va fer una distinció més d'una espècie diferent. Va considerar que la maca natural àmpliament conreada d'avui era una espècie domesticada més nova, L. peruvianum.
La majoria dels botànics dubten d'aquesta distinció i continuen anomenant la maca cultivada L. meyenii. De la mateixa manera, el nom llatí reconegut per l'USDA continua sent Lepidium meyenii. S'ha debatut si és botànicament correcte considerar que L. meyenii i L. peruvianum són diferents entre elles. Un estudi multicèntric del 2015 va trobar diferències en la taxonomia, l'aspecte visual, els perfils fitoquímics i les seqüències d'ADN quan es comparava L. meyenii i L. peruvianum, cosa que suggereix que de fet són diferents i que els seus noms no s'han de considerar sinònims.
La Comissió de Productes Bandera (COPROBA), organisme del Govern del Perú, el va declarar un dels Productes Bandera del Perú el 28 de juliol de 2004.

## Descripció

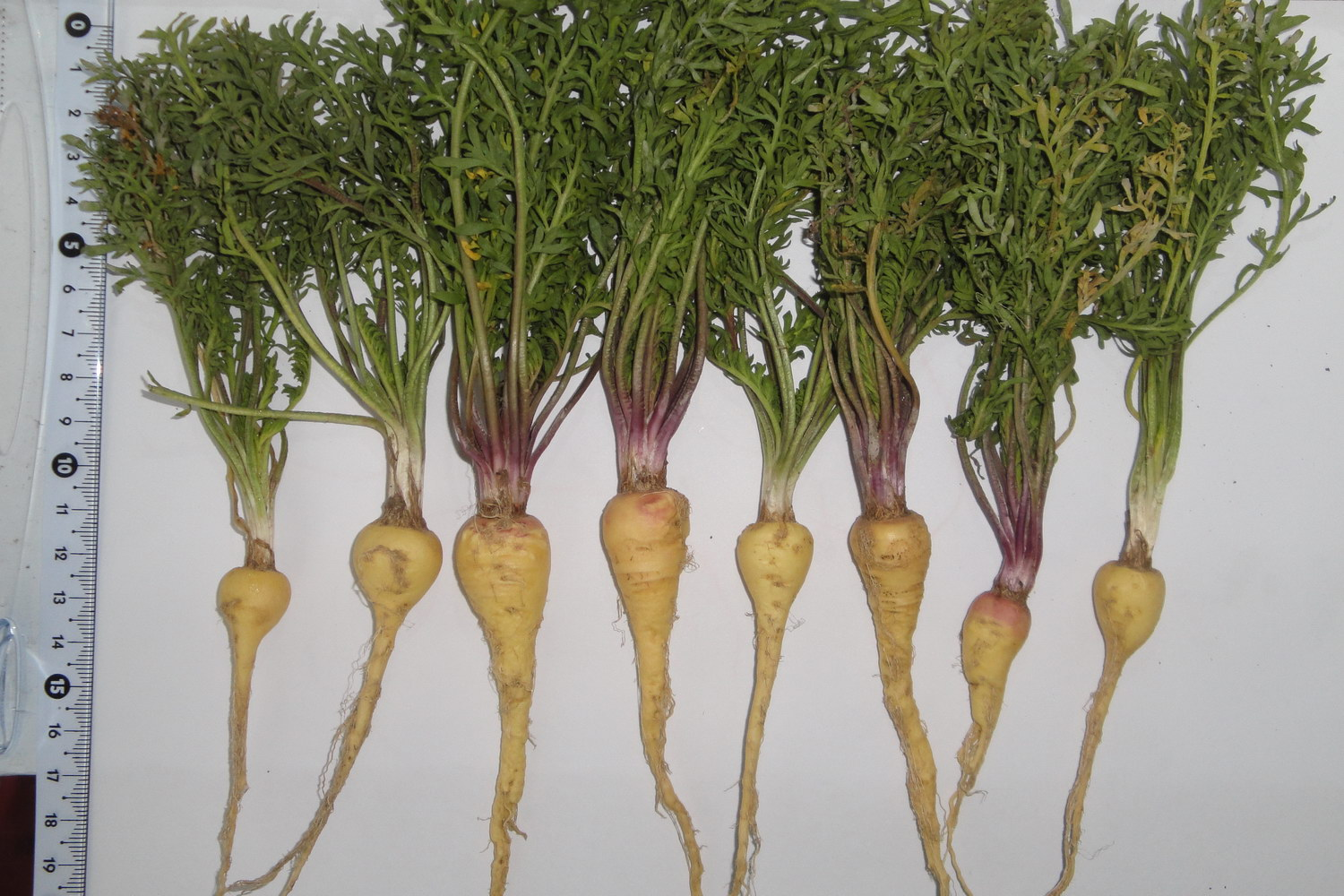
Plantes de maca

L'hàbit de creixement, la mida i les proporcions de la maca són aproximadament similars a les dels raves i els naps, amb els quals està relacionada, però també s'assembla a una xirivia. Els cims verds i fragants són curts i es troben al terra.
Les fulles primes i amb volants broten en una roseta a la superfície del sòl, no creixen més de 12-20 cm d'alçada. Les fulles mostren un dimorfisme segons l'etapa reproductiva. Són més destacats en la fase vegetativa, i es renoven contínuament des del centre a mesura que moren les fulles exteriors.
Les flors blanques i autofèrtils neixen en un raïm central i les segueixen fruits silicosos de 4 a 5 mm cadascun dels quals conté dos petits de 2,0 a 2,5 mm de color gris vermellós, amb llavors ovoides.
Les llavors són l'únic mitjà de reproducció de la maca. La maca es reprodueix principalment per autopol·linització i és una espècie autògama. El genoma està format per 64 cromosomes.
A partir d'experiments amb diferents dies de durada, la maca és una planta de dia curt. Algunes fonts consideren que la maca és una planta anual, ja que en anys favorables pot completar un cicle de vida en un any.

### Arrel

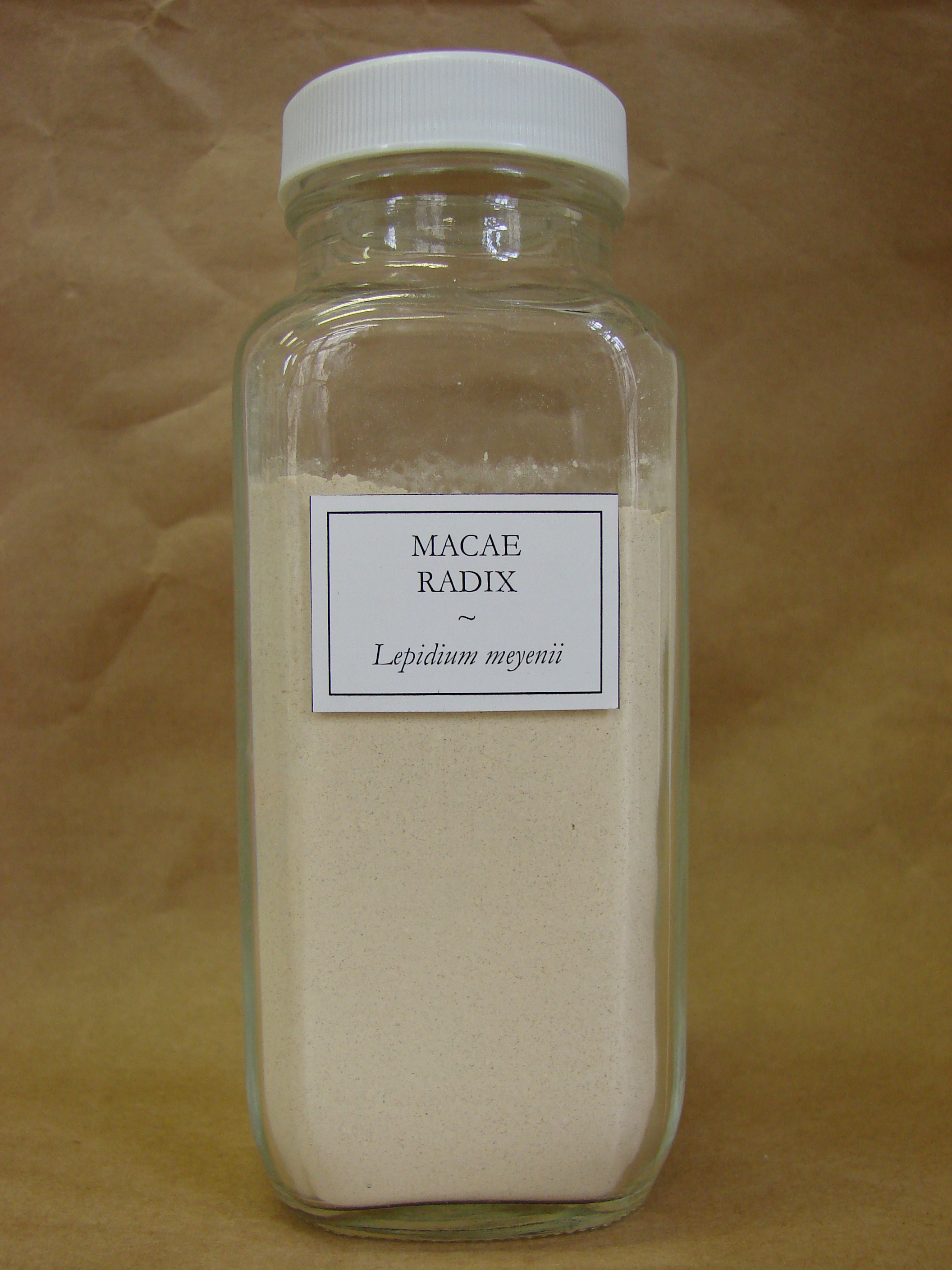
Arrel de maca en pols

La maca és l'únic membre del gènere Lepidium amb un hipocòtil carnós, que es fusiona amb l'arrel principal per formar un cos aspre en forma de pera invertida. La maca varia molt en la mida i la forma de l'arrel, que pot ser triangular, circular aplanada, esfèrica o rectangular, aquesta última forma les arrels més grans. Tradicionalment, els productors autòctons han reconegut quatre varietats de maca, en funció del seu color d'arrel: groc crema, mig porpra, morat i negre; els nivells variables d'antocianina són els principals responsables de les diferències de color.
Els hipocòtils de maca poden ser daurats o crema, vermells, morats, blaus, negres o verds. Cadascun es considera una «varietat genèticament única», ja que les llavors de les plantes mare creixen per tenir arrels del mateix color. S'han propagat fenotips específics (en la maca, «fenotip» és principalment el color de l'arrel) s'han propagat exclusivament per augmentar l'interès comercial.
Les arrels de color crema són les més cultivades i són afavorides al Perú per la seva dolçor i mida millorades. La maca negra té un gust dolç i lleugerament amarg.

## Cultiu

### Condicions de creixement
L'entorn natural de la maca es troba a 11-12 °C de latitud i a una altitud de 3800-4400 m sobre el nivell del mar. A aquesta elevació, les temperatures de la temporada de creixement varien entre -2 i 13 °C com a mínim o màxim mensual, respectivament. Però les temperatures poden baixar fins a -10 °C i les gelades són freqüents. De les plantes cultivades, la maca és una de les més tolerants a les gelades. Els forts vents i la llum solar també són característiques de l'hàbitat natiu de la maca. La maca avui encara es conrea principalment al Perú, als alts Andes de Bolívia i, en petita mesura, també al Brasil. La maca es pot conrear més enllà del seu rang d'elevació natural, a més de 4.400 m sobre el nivell del mar.
S'han trobat evidències del seu cultiu en llocs arqueològics al turó de Pasco de fa 2000 anys. Avui el seu cultiu és massiu a les zones altes dels Andes bolivià i peruà, havent-se difós el consum a Bolívia i Perú i exportat en diverses presentacions (farina, càpsules, etc.), com a suplement alimentari.

### Creixement

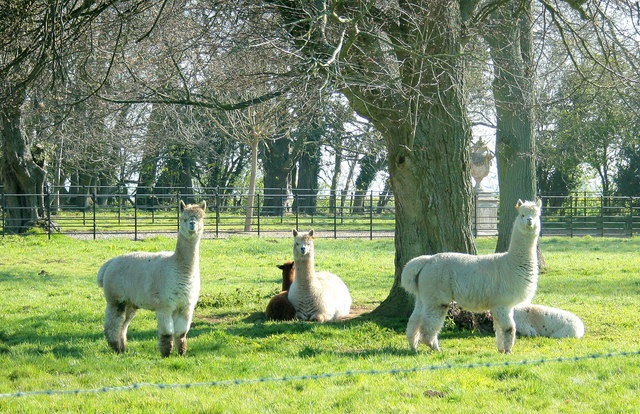
El fem d'alpaca s'utilitza per fertilitzar les terres de conreu de maca

Les plàntules de maca (ginseng peruà) solen sortir al voltant d'un mes després de la sembra amb l'inici de l'estació de pluges a l'octubre.
En la fase vegetativa, fins de maig a juny, la part inferior de l'hipocòtil, així com la part superior de l'arrel principal, creixen de mida.
Després de 260 a 280 dies, es forma l'hipocòtil recol·lectable. Si l'arrel es deixa al sòl, està latent durant dos o tres mesos en el temps de l'estació freda i seca fins a l'agost. Després formarà un brot generatiu sobre el qual les llavors maduren cinc mesos després. Una planta és capaç de formar fins a 1.000 llavors minúscules, 1.600 de les quals juntes pesen aproximadament un gram. Per tant, només es necessiten relativament poques plantes per a la propagació.
Les plantes per al cultiu es seleccionen per la mida i el color preferits, i després es col·loquen entre 50 i 100 mm de profunditat en fosses amb capes alternes d'herba i terra per protegir-les de l'assecat. El terreny de cultiu ha d'estar ben fertilitzat, ja que la maca és un cultiu exhaustiu del sòl. El cicle de cultiu està estrictament lligat a l'estacionalitat.
Tradicionalment, la preparació del terreny es feia a mà. Actualment també s'utilitza la llaurada amb tractors. Com que la maca creix en llocs on no es poden conrear altres cultius, sovint es troba després de llargs guarets de pastures d'ovelles. Així, tradicionalment, les terres de conreu de maca només es fertilitzen amb fems d'ovella i alpaca; tanmateix, l'aplicació de fertilitzants podria evitar que els sòls s'esgotin en nutrients. El desherbat o l'aplicació de pesticides normalment no és necessari, ja que el clima no és adequat per a la majoria de males herbes o plagues. Gairebé tot el cultiu de maca al Perú es realitza de manera orgànica, ja que la maca en si mateixa rarament s'ataca. De vegades, la maca s'interplanta amb patates, ja que els agricultors de maca saben que la planta repel·leix de manera natural la majoria de les plagues de les arrels.

### Collita
La collita es fa manualment, amb les fulles deixades al camp com a pinso del bestiar o adob orgànic.
El rendiment d'una hectàrea conreada pot arribar a unes 15 tones en hipocòtils frescos, donant lloc a unes 5 tones de material sec. Segons el Ministeri d'Agricultura del Perú, el rendiment mitjà de maca l'any 2005 va ser de només 7 t/ha, amb una gran variació entre diferents llocs.
La maca s'ha conreat fora dels Andes, encara no és clar si desenvolupa els mateixos components actius o potència fora del seu hàbitat natural. Els hipocòtils cultivats a partir de llavors peruanes es formen amb dificultat a cotes baixes, en hivernacles o en climes càlids.

## Nutrició
Composició mitjana de la maca (sobre una base de matèria seca)
La composició mitjana, sobre una base de matèria seca, és d'un 60-75% d'hidrats de carboni (majoritàriament com a polisacàrids), un 10-14% de proteïnes, un 8,5% de fibra alimentària i un 2,2% de greixos.

## Fitoquímics
Maca conté glucotropeolina, m-metoxiglucotropaeolina, glucosinolats de benzil, polifenols, àcid (1R,3S)-1-metil-1,2,3,4-tetrahidro-β-carbolina-3-carboxílic (MTCA) i isotiocianat de p-metoxibenzil. Les alcamides també estan presents a la maca.

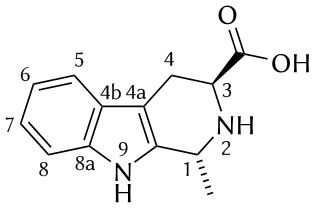
Àcid (1R,3S)-1-metiltetrahidro-carbolina-3-carboxílic que es troba a la maca

### Seguretat
No s'han publicat dades farmacocinètiques per a la maca. La presència d'àcid (1R,3S)-1-metil-1,2,3,4-tetrahidro-β-carbolina-3-carboxílic (MTCA) en els extractes de maca indica un possible problema de seguretat com a inhibidor de la monoaminooxidasa (vegeu sobre el tema la β-carbolina) i possibilitat com a mutagen. A causa d'aquestes propietats mutagèniques potencials del MTCA, l'Agència per a la Seguretat Sanitària de França va advertir els consumidors sobre els possibles riscos per a la salut de l'arrel de maca en pols, una declaració disputada en el supòsit que el MTCA es desactivaria bullint per processar arrels de maca. Els compostos semblants a MTCA s'associen amb un comportament de desig.

## Màrqueting
A causa dels seus suposats efectes sobre la fertilitat, la maca va créixer en interès agrícola, comercial i de recerca durant les dècades de la dècada del 1990 fins al 2014. Els estudis de mercat van mostrar una baixa acceptació del gust particular de la maca per part dels consumidors quan s'hi van exposar per primera vegada, creant una barrera per a la popularitat d'aquest aliment com a verdura culinària. L'interès econòmic existia més en els efectes percebuts, però no provats, sobre la salut dels components de l'arrel subministrats com a extracte en un suplement dietètic.
El 2014, l'interès agrícola i de mercat per la maca va créixer a la Xina, però amb els reptes de les institucions peruanes que van acusar les empreses xineses d'exportar il·legalment maca i de biopirateria, ja que s'havien presentat diverses patents xineses per millorar la propagació i la diversitat genètica de la maca.

## Usos i preparació

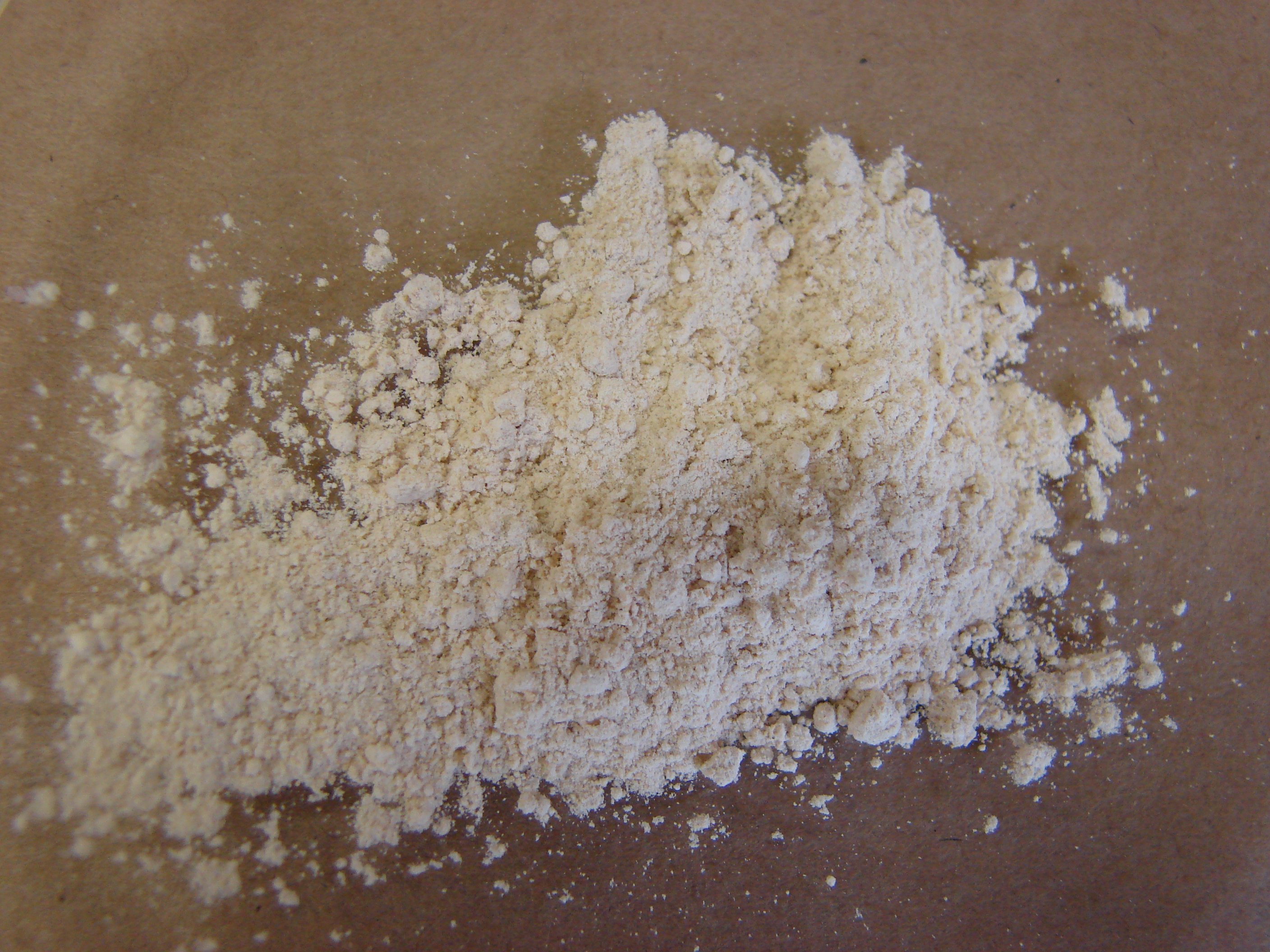
Arrel de maca en pols

La maca es conrea principalment per al consum de la seva arrel. La majoria de la maca collida s'asseca. En aquesta forma, els hipocòtils es poden emmagatzemar durant diversos anys. Al Perú, la maca es prepara i es consumeix de diverses maneres, encara que tradicionalment sempre es cuina. L'hipocòtil acabat de collir es pot rostir en un pou (anomenat huatia) i es considera una delícia. Les arrels fresques solen estar disponibles només a les proximitats dels productors. L'arrel també es pot triturar i bullir per produir un líquid dolç i espès, després s'asseca i es barreja amb llet per formar farinetes, la mazamorra.
Les arrels cuites també s'utilitzen amb altres verdures en empanades, melmelades o sopes. L'arrel es pot triturar per produir una farina per a pa, pastissos o creps. Si es fermenta, es pot produir una cervesa feble anomenada chicha de maca. L'any 2010, una cerveseria amb seu als Estats Units d'Amèrica, anomenada Andean Brewing Company, es va convertir en la primera empresa a produir i comercialitzar cervesa elaborada amb maca sota la marca KUKA Beer. A partir del morfotip negre, es produeix un licor. A més, les fulles són comestibles o poden servir com a farratge per als animals. Es poden preparar crus en amanides o cuinar com el morritort (L. sativum) i les coletes (L. campestre), amb els quals està molt relacionat genèticament.
El producte destacat per a l'exportació és la farina de maca, que és una farina per coure mòlta a partir de les arrels dures i seques. La farina de maca (en pols) és una mercaderia a granel relativament econòmica, com la farina de blat o la farina de patata. La indústria dels suplements utilitza tant les arrels seques com la farina de maca per a diferents tipus de processament i extractes concentrats. Una altra forma habitual és la maca processada per gelatinització. Aquest procés d'extrusió separa i elimina la fibra dura de les arrels amb calor i pressió suaus, ja que la maca crua és difícil de digerir a causa de les seves fibres gruixudes.
Existeixen proves arqueològiques de diferents graus de cultiu de maca a la regió del llac Junin des del 1700 aC fins al 1200 dC. La maca ha estat collida i utilitzada pels humans a les praderies de puna de les muntanyes andines durant segles. Contràriament a les afirmacions freqüents que el cultiu de la maca era comú al que avui és el Perú, fins a finals de la dècada del 1980, la maca s'ha conreat només en una àrea limitada al voltant del llac Junín, al centre del Perú. Històricament, la maca sovint es va comerciar per aliments bàsics tropicals de les terres baixes, com ara blat de moro, arròs, mandioca (arrels de tapioca), quinoa i papaia. També s'utilitzava com a forma de pagament dels impostos imperials espanyols.

### Medicina tradicional
Segons la medicina tradicional, la maca posseeix algunes propietats medicinals, una de les més popularment conegudes és la capacitat que posseeix de millorar la fertilitat en els animals. Aquest fenomen va ser observat pels primers espanyols quan veien que els animals domèstics que portaven es reproduïen a menor velocitat que els seus homòlegs andins. S'explica que els pobladors van aconsellar afegir maca als aliments dels animals, i van poder comprovar els efectes positius que passaven. Se sap del seu efecte positiu a l'espermatogènesi en rates a grans altituds. Tot i això s'han realitzat investigacions sobre les seves propietats afrodisíaques comprovant-se que no posseeix efectes sobre els nivells hormonals humans en períodes de consum de 12 setmanes.
També se li atribueixen propietats benèfiques per al sistema nerviós, especialment la memòria.
La maca s'ha comercialitzat pels seus suposats usos en la medicina tradicional, però no hi ha cap investigació d'alta qualitat que indiqui que tingui cap efecte sobre la salut o les malalties. Una revisió del 2011 no va trobar cap evidència bona ni de l'eficàcia de la maca com a tractament dels símptomes de la menopausa en dones ni de la seva seguretat. Una revisió sistemàtica del 2016 va trobar poques evidències que afectés la qualitat del semen en homes sans i infèrtils.